# Fritz Ruchti
Fritz Ruchti (fl. XX secolo) è stato un allenatore di calcio e calciatore svizzero, di ruolo centrocampista.

## Carriera
Di nazionalità elvetica, lavorava in uno stabilimento di Brescia, giocando a calcio nella squadra del Victoria dalla quale, grazie alla fusione con la "Forti e Liberi", il 17 luglio 1911 nacque il Foot Ball Club Brescia. Egli fu tra i fondatori della squadra.
Dal 1911 al 1913 giocò tutte 18 le partite che la squadra disputò, segnando una rete. Nel 1913-1914 divenne giocatore-allenatore della squadra, con 8 gare disputate.
La stagione successiva divenne l'allenatore, fino alla sospensione del campionato per motivi bellici.